# 사비에르 쿠가트

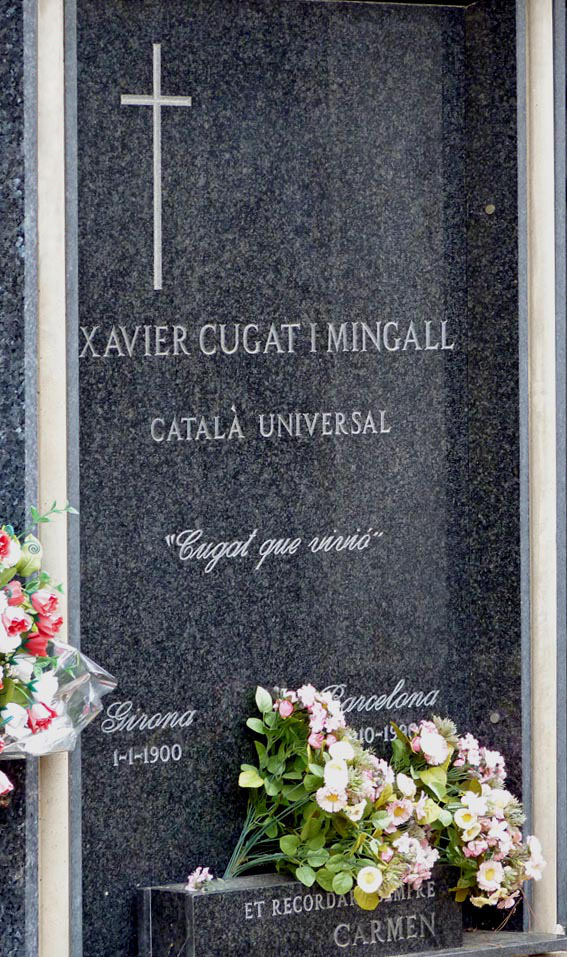
사비에르 쿠가트의 묘지

사비에르 쿠가트(Xavier Cugat, 1900년 1월 1일 ~ 1990년 10월 7일)는 스페인 출신으로 미국에서 활약한 라틴 음악 오케스트라 밴드 지도자이다.
라틴계 댄스음악의 보급에 공적이 컸던 밴드 리더이다. 스페인에서 태어나 어릴 때에 부모와 함께 쿠바의 아바나로 이주, 어릴 적부터 바이올린을 다루었다. 그 후 카루소의 인정을 받아 그의 반주 오케스트라의 한 사람이 되어 도미하였다. 그러나 바이올리니스트로서는 성공하지 못하고 신문의 만화가가 되기도 하였으나 1930년에 당시의 룸바 붐에 편승, 스스로 악단을 조직하여 2년 후에는 월도프 아스트리아 호텔의 전속 밴드가 되었으며 또한 NBC 방송에 레귤러 프로를 갖게 됨으로써 인기가 급상승하여 '룸바의 왕'이라는 애칭으로 그 이름을 널리 떨쳤다. <마이 쇼어>, <마이애미 비치 룸바>, <삼바 브라질> 등이 히트곡이며 영화 출연도 많이 하였다. 쿠가트 악단의 연주는 어디까지나 미국인도 춤을 추기 쉽게 한다는 것을 기본 방침으로 삼으며 라틴 음악의 본질적인 모습을 전하고 있다고는 할 수 없겠으나 룸바나 삼바를 대중에게 보급시켰다는 점은 하나의 공적으로 보아야 할 것이다. 그의 악단에선 카를로스 라미레스, 보비 카포, 다니엘 산토스, 티토 로도리게스, 데시 알나스, 미게리토 바르데스 등 수많은 스타가 배출되었음을 보아도 쿠가트의 선구적인 역할이 얼마나 컸는가를 알 수 있다.